# Auguste Mingels
Auguste Mingels   (Lieja, 24 de març de 1921 - 20 de maig de 1973) fou un pilot de motocròs belga, guanyador de dos Campionats d'Europa. Anomenat «Le gros» per la seva corpulència, Mingels fou el primer guanyador individual del Motocross des Nations, quan formant part de l'equip belga A en guanyà la primera edició (celebrada el 1947 als Països Baixos), pilotant una Triumph. Al llarg de la seva carrera, Mingels guanyà quatre Campionats de Bèlgica de motocròs.
A finals de la dècada del 1970, el seu fill Jean-Paul, pilot oficial de Montesa, aconseguí bons resultats al Campionat del Món de 250cc, dels quals destaca el vuitè lloc final a la temporada de 1977.

## Palmarès internacional
| Any          | Motocicleta  | 500cc | MXDN |
| ------------ | ------------ | ----- | ---- |
| 1947         | Triumph      | -     | 1r   |
|              |              |       |      |
| 1952         | Matchless    | 2n    |      |
| 1953         | FN           | 1r    |      |
| 1954         | FN           | 1r    |      |
| 1955         | FN           | -     |      |
| 1956         | FN           | 7è    |      |
| 1957         | Saroléa      | 6è    |      |
| Total títols | Total títols | 2     | 0    |

Notes
1. ↑  Fins al 1951 inclòs no existia el Campionat d'Europa
2. ↑  Victòria individual
3. ↑  Fins al 1956 inclòs el Campionat era d'Europa, i d'ençà de 1957 s'anomena Campionat del Món